# Chrysococcyx caprius
Il cuculo dorato, cuculo didric (Chrysococcyx caprius Boddaert, 1783) è un uccello della famiglia Cuculidae.

## Distribuzione e habitat
Questo uccello vive in Africa, dalla Mauritania a ovest e il Sudan a est fino al Sudafrica, ma anche in Oman e nello Yemen. È di passo in Israele.

## Sistematica
Chrysococcyx caprius non ha sottospecie, è monotipico.